# 공시성
공시성(共時性, 영어: synchronicity)은 「의미가 있는 우연의 일치」로 비인과적인 복수의 사상(사건)의 발생을 결정하는 법칙원리로서 종래 알려져 있던 「인과성」과 다른 원리로서 카를 융에 의해서 제창된 개념의 영역이다.
무엇인가 복수의 사상이 「의미·이미지」에 대해 「유사성·근접성」을 갖출 때 이러한 복수의 사상이 시공간의 질서로 규정되고 있는 이 세계 안에서 종래의 인과성에서는 어떤 관계도 가지지 않는 경우에서도 수반해 현상·발생하는 경우 이것을 공시성의 작용이라고 본다.
융은 노벨 물리학상 수상 이론물리학자 볼프강 파울리와 후에 1932년부터 1958년까지 파우리=융 서간으로 불리는 파우리의 꿈과 그에 대한 융의 해석의 공시성의 논의를 해, 그것을 정리하고 공저한 "Atom and Archetype:The Pauli/jung Letters, 1932 - 1958"(「원자와 원형」)를 출판했다.

## 일반적 개념
융은, 모두는 아니라도, 몇 개의 「우연의 일치」(coincidences)는 단순한 문자 그대로의 「우연」이 아니고, 비인과적인 복수의 사상의 「동시발생(co-inciding)」이나, 혹은 보편적인 사상을 만들어 내는 힘의 연속성에 의한 것이라고 믿었다. 이러한 힘에 의해, 직관적인 의식과 행동이 조화를 이루는 과정을, 융은 「개성화」라고 이름 붙였다. 집단적 무의식(collective unconscious)에 의한, 개성화된 인간의 의식의 커뮤니케이션을 통해서, 현실의 사건이 형성된다는 것이, 융의 주장이다.
융의 설명에 의하면, 공시성은 「비인과적 연관의 원리」, 바꾸어 말하면 인과관계의 외부, 혹은 인과관계에 부수해 일하는 연락의 형식이다.
동시성 사례에 대한 융(1951)의 고전적인 예는 심리 치료의 맥락에서 발생했습니다. 융의 한 여성 환자가 치료 세션에서 황금 스카라베우스를 선물로 받은 꿈을 꾸었습니다. 바로 그 순간 창문을 두드리는 소리가 들렸습니다.
최근 독일의 정신분석학자이자 연구자인 군나르 임모 리프슐라거는 심리치료에서 의미 있는 우연의 일치를 다루는 데 집중했습니다. 그의 논문에서 그는 칼 융의 동시성 개념이 심리치료에서 임상적으로 사용되며 특히 융의 해석에 대한 접근법으로 사용된다는 것을 보여주었습니다. 동시성이라는 개념적 아이디어만으로도 치료사는 자신과 환자 사이에서 의미 있게 경험한 우연을 환자가 의미 있는 것으로 경험할 수 있는 주관적 내러티브로 통합할 수 있는 추가적인 치료적 기회를 제공합니다. 동시적 순간을 민감하게 인식하고 다루고 그렇게 해석하면 치료 관계와 심리 치료에 긍정적인 결과를 가져올 수 있습니다.
융의 공시성의 가장 유명한 예는, 크리스마스 푸딩에 관련된 것이다. 융이 말하는데 따르면, 1805년에 프랑스의 시인 에밀 데샴( en: Émile Deschamps)이, 두포르쥬보(de Forgebeau)로부터 크리스마스 푸딩을 대접 받았던 적이 있었다. 그 10년 후의 1815년, 데샴은 파리의 레스토랑에서 메뉴로부터 크리스마스 푸딩을 주문했지만, 급사는 마지막 푸딩이 다른 손님에게 나와 버렸다고 고했다. 그 손님과는 두포르쥬보였다. 더욱 17년 경과한 1832년, 데샴은 한 집회에서 다시 크리스마스 푸딩을 주문했다. 데샴은 옛 사건을 생각해 내, 「이것으로 두포르쥬보 씨가 있으면 배우가 모인다」라고 친구에게 농담으로 이야기하고 있었다. 확실히 그 순간, 연로한 두포르쥬보가 방에 들어 왔다는 것이다.
융의 설명과는 정반대로, 데샴 자신은 두포르쥬보의 이름을 「두폰지뷰(de Fontgibu) 후작 대령」이라고 했고, 나폴레옹에 적대해 싸웠다고 썼다. 그러나 「두폰지뷰」라는 이름의 군인 귀족은 프랑스사의 어디에도 등장하지 않기 때문에, 이 크리스마스 푸딩의 이야기는 데샴에 의해 만들어진 이야기라고 생각할 수 있다.

## 같이 보기
- 분석심리학
- 원형
- 초상현상
- 23 불가사의
- 쉘 드레이크의 가설
- 집단적 무의식
- 카를 융
- 서브 컬쳐
- 글리세린 - 공시성의 예로서 퍼진 잘못된 설에 관한 설명이 있다.
- 파우리 효과
- 징크스
- 엔도 슈사쿠
- 「깊은 강」